# Mohr-Tranebjaerg-Syndrom
Das Mohr-Tranebjaerg-Syndrom ist eine sehr seltene angeborene Neurodegenerative Erkrankung mit den Hauptmerkmalen in früher Kindheit einsetzender Taubheit, im Jugendlichenalter beginnender Dystonie und Optikusatrophie mit Minderung des Sehvermögens ab dem frühen Erwachsenenalter.
Synonyme sind: Jensen-Syndrom; englisch Deafness-dystonia syndrome; DDS; Deafness-dystonia-optic neuronopathy syndrome, DDON syndrome; Deafness-dystonia-optic atrophy syndrome; DDP
Die Namensbezeichnung bezieht sich auf den Erstautor der Erstbeschreibung aus dem Jahre 1960 durch J. Mohr.
Im Jahre 1992 wurde auf Basis der gleichen Patienten die Erkrankung durch L. Tranebjaerg und Mitarbeiter als Syndrom definiert und abgegrenzt.
Die weitere Namensbezeichnung bezieht sich auf P. K. A. Jensen und seine Beschreibung aus dem Jahre 1981.

## Verbreitung
Die Häufigkeit ist nicht bekannt, bislang sind etwa 90 Patienten bekannt. Die Vererbung erfolgt X-chromosomal-rezessiv.

## Ursache
Der Erkrankung liegen Mutationen im TIMM8A-Gen im X-Chromosom Genort q22.1 zugrunde, oder es besteht ein Contiguous gene syndrome im X-Chromosom an q22. Beides führt zu einem Mangel des Taubheits-Dystonie-Peptid-1s (DDP1). Bei Mitbeteiligung des BTK-Genes kann ein Bruton-Syndrom hinzu kommen.

## Klinische Erscheinungen
Klinische Kriterien sind:
- Pathognomonisch ist ein in früher Kindheit auftretender und rasch fortschreitender Hörverlust.
- Zusätzlich können Persönlichkeitsveränderungen, Paranoia und eine leichte Form einer geistige Behinderung auftreten.
- Im Jugendlichenalter entwickelt sich eine Bewegungsstörung, Dystonie oder Ataxie
- Im Erwachsenenalter treten eine Verminderung der Sehschärfe, eine Photophobie, Farbschwäche und ein Zentralskotom auf mit Blindheit in späteren Jahren.

## Diagnose
Die Diagnose ergibt sich aus den klinischen Befunden und dem Verlauf.

## Differentialdiagnose
Abzugrenzen sind:
- MELAS-Syndrom
- Mitochondriales DNA-Depletionssyndrom[6]
- Arts-Syndrom
- X-chromosomale Spinozerebelläre Ataxie Typ 3[7] und 4[8]
- McLeod-Neuroakanthozytose-Syndrom
- Usher-Syndrom Typ 1 und 2,
- Wolfram-Syndrom
- Pendred-Syndrom

## Therapie
Eine ursächliche Therapie ist nicht bekannt, die Behandlung erfolgt symptomatisch.